# Banshee (serial telewizyjny)
Banshee – amerykański serial telewizyjny wyprodukowany przez Cinemax. W Stanach Zjednoczonych emitowany jest na kanale Cinemax od 11 stycznia 2013 roku. W Polsce na Cinemax emitowany jest od 2 marca 2013, a od listopada również w HBO. Za serial odpowiadają twórcy serialu Czysta krew. Akcja toczy się w małym miasteczku o nazwie Banshee, zamieszkałym głównie przez amiszów. Otrzymał statuetkę Emmy za najlepsze efekty specjalne.
12 lutego 2015 roku ogłoszono zamówienie czwartego sezonu serialu, który składał się z 8 odcinków i był finałową serią.

## Fabuła
Głównym bohaterem jest Lucas Hood, były więzień, który w wyniku oszustwa zostaje szeryfem sennego miasteczka w okolicy zamieszkałej przez amiszów. Lucas szuka kobiety o imieniu Ana, którą widział po raz ostatni 15 lat temu. Po zuchwałej kradzieży klejnotów oddał się sam w ręce policji, aby umożliwić swojej wspólniczce ucieczkę. Teraz Ana (Ivana Milicevic) mieszka w Banshee pod przybranym imieniem Carrie, jest żoną prokuratora i matką dwójki dzieci. Kobieta stara się nie zwracać na siebie uwagi, ale przyjazd dawnego wspólnika sprawia, że jej starannie poukładany świat może runąć. Sytuację dodatkowo komplikuje fakt, że miasteczko Banshee zżera korupcja, a w mieście tak naprawdę rządzi Kai Proctor. Rozwija on w bezwzględny sposób swoje lokalne imperium, którego filarami są narkotyki, hazard i łapówkarstwo. Lucas zaprzyjaźnia się z Sugar Batesem, byłym bokserem, który prowadzi lokalny bar i zyskuje tym samym oparcie w konfrontacji z Kaiem i lokalnymi awanturnikami. Hooda ściga również Pan Królik, nowojorski gangster, którego niegdyś zdradził, a ten poprzysiągł mu zemstę.

## Obsada
| Aktor              | Rola                        | Opis                                                   | Sezony  | Sezony  | Sezony  | Sezony |
| Aktor              | Rola                        | Opis                                                   | 1       | 2       | 3       | 4      |
| ------------------ | --------------------------- | ------------------------------------------------------ | ------- | ------- | ------- | ------ |
| Antony Starr       | Lucas Hood                  | były skazaniec, który podszywa się pod szeryfa         | Główny  | Główny  | Główny  | Główny |
| Ivana Miličević    | Anastasia / Carrie Hopewell | córka Rabbita, żona Gordona                            | Główny  | Główny  | Główny  | Główny |
| Ulrich Thomsen     | Kai Proctor                 | bogaty biznesmen i bezwzględny gangster                | Główny  | Główny  | Główny  | Główny |
| Frankie Faison     | Sugar Bates                 | były bokser i kryminalista prowadzi bar w Banshee      | Główny  | Główny  | Główny  | Główny |
| Matt Servitto      | Brock Lotus                 | zastępca szeryfa                                       | Główny  | Główny  | Główny  | Główny |
| Demetrius Grosse   | Emmett Yawners              | czarnoskóry policjant                                  | Główny  | Główny  |         |        |
| Trieste Kelly Dunn | Siobhan Kelly               | policjantka                                            | Główny  | Główny  | Główny  |        |
| Ben Cross          | Rabbit                      | ukraiński gangster, ojciec Anastazji                   | Główny  | Główny  |         |        |
| Anthony Ruivivar   | Alex Longshadow             | syn wodza plemienia Kinaho i wróg Proctora             | 2-plan. | Główny  |         |        |
| Langley Kirkwood   | pułkownik Douglas Stowe     | były komandos prowadzi nielegalny interes w Camp Genoa |         |         | Główny  |        |
| Geno Segers        | Chayton Littlestone         | Indianin i przywódca gangu                             |         | 2-plan. | Główny  |        |
| Afton Williamson   | Alison Meedding             | asystentka prokuratora                                 |         | 2-plan. | Główny  |        |
| Matthew Rauch      | Clay Burton                 | prawa ręka Proctora                                    | 2-plan. | 2-plan. | 2-plan. | Główny |

## Role drugoplanowe
| Aktor                 | Rola                 | Opis                                                                 | Sezony   | Sezony   | Sezony   | Sezony  |  |
| Aktor                 | Rola                 | Opis                                                                 | 1        | 2        | 3        | 4       |  |
| --------------------- | -------------------- | -------------------------------------------------------------------- | -------- | -------- | -------- | ------- |  |
| Ryann Shane           | Deva Hopewell        | buntownicza córka Carrie                                             | 2-plan.  | 2-plan.  | 2-plan.  | 2-plan. |  |
| Lili Simmons          | Rebecca Bowman       | amiszka, siostrzenica Proctora                                       | 2-plan.  | 2-plan.  | 2-plan.  | 2-plan. |  |
| Hoon Lee              | Job                  | haker komputerowy                                                    | 2-plan.  | 2-plan.  | 2-plan.  | 2-plan. |  |
| Rus Blackwell         | Gordon Hopewell      | był marine, prokurator, mąż Carrie                                   | 2-plan.  | 2-plan.  | 2-plan.  |         |  |
| Christos Vasilopoulos | Olek                 | prawa ręka Rabbita                                                   | 2-plan.  | Gościnna |          |         |  |
| Gabriel Suttle        | Max Hopewell         | syn Carrie i Gordona                                                 | 2-plan.  | 2-plan.  | 2-plan.  | 2-plan. |  |
| Daniel Ross Owens     | Dan Kendall          | burmistrz Banshee, zabity przez wybuch w nowo budowanym kasynie      | 2-plan.  |          |          |         |  |
| Cedric Stewart        | Damien Sanchez       | profesjonalny zawodnik MMA                                           | Gościnna |          |          |         |  |
| Anastasia Griffith    | dr Paradis           | psycholog więzienny                                                  | Gościnna |          |          |         |  |
| Odette Annable        | Nola Longshadow      | siostra Alexa Longshadowa                                            |          | 2-plan.  | 2-plan.  |         |  |
| Harrison Thomas       | Jason Hood           | syn prawdziwego zamordowanego Lucasa Hooda                           |          | 2-plan.  |          |         |  |
| Željko Ivanek         | Jim Racine           | zbuntowany agent FBI, który śledził Rabbita przez 15 lat             |          | 2-plan.  |          |         |  |
| Julian Sands          | młodszy brat Rabbita | ukraiński amoralny kapłan                                            |          | 2-plan.  |          |         |  |
| Meagan Rath           | Aimee King           | pracowniczka skorumpowanego departamentu policji w rezerwacie Kinaho |          |          | 2-plan.  |         |  |
| Chaske Spancer        | Billy Raven          | dawny zastępca szeryfa                                               |          |          | 2-plan.  |         |  |
| Tom Pelphrey          | Kurta Bunker         | były skinhead, który chce pracować w departamencie szeryfa Banshee   |          |          | 2-plan.  | 2-plan. |  |
| Chiké Okonkwo         | Lennox               | tajemniczy biznesowy współpracownik Kaia Proctora                    |          |          | 2-plan.  | 2-plan. |  |
| Chris Coy             | Calvin Bunker        | brat Kurta                                                           |          |          | Gościnna | 2-plan. |  |
| Ana Ayora             |                      | nowy zastępca szeryfa                                                |          |          |          | 2-plan. |  |
| Eliza Dushku          | Veronika Dawson      | agentka FBI                                                          |          |          |          | 2-plan. |  |

## Spis odcinków
| Sezon | Sezon | Odcinki | Oryginalna emisja | Oryginalna emisja | Oryginalna emisja | Oryginalna emisja | Oryginalna emisja |
| Sezon | Sezon | Odcinki | Premiera sezonu   | Finał sezonu      | Premiera sezonu   | Finał sezonu      |                   |
| ----- | ----- | ------- | ----------------- | ----------------- | ----------------- | ----------------- | ----------------- |
|       | 1     | 10      | 11 stycznia 2013  | 15 marca 2013     | 2 marca 2013      | 27 kwietnia 2013  |                   |
|       | 2     | 10      | 10 stycznia 2014  | 14 marca 2014     | 8 lutego 2014     | 12 kwietnia 2014  |                   |
|       | 3     | 10      | 9 stycznia 2015   | 13 marca 2015     | 7 lutego 2015     | 11 kwietnia 2015  |                   |
|       | 4     | 8       | 1 kwietnia 2016   | 20 maja 2016      | 2 kwietnia 2016   | 21 maja 2016      |                   |